# Simón Radowitzky
Simón Radowitzky (n. Szymon Radowicki) (Stepanivka, 10 settembre 1891 – Città del Messico, 29 febbraio 1956) è stato un anarchico russo naturalizzato argentino.

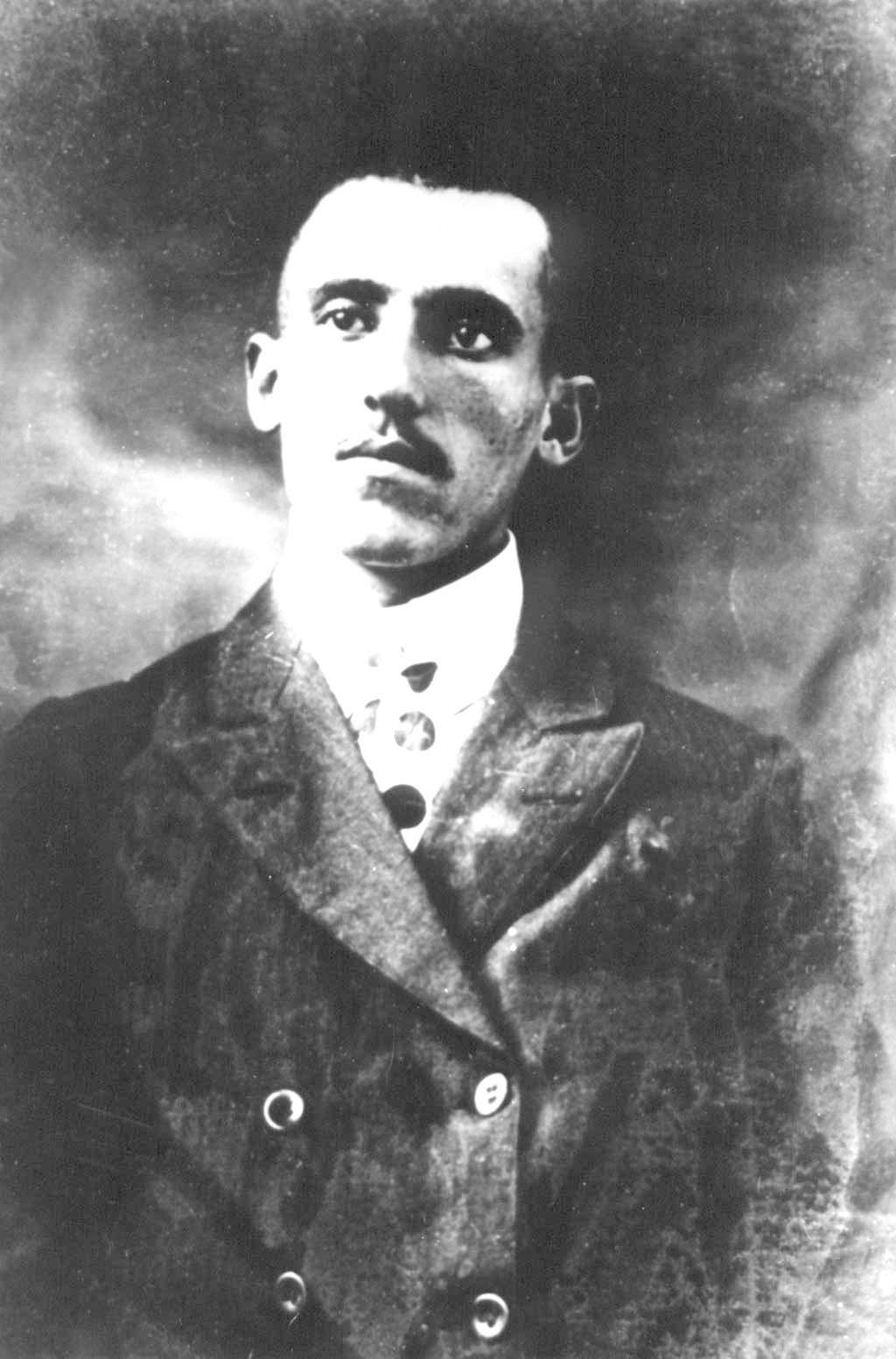
Simón Radowitzky

Anarchico ebreo russo, emigrò in Argentina per sfuggire alla repressione zarista. Nel 1909 uccise il capo della polizia di Buenos Aires Ramón Lorenzo Falcón che, con la sua gestione dell'ordine pubblico durante la Settimana Rossa, aveva causato la morte di decine di manifestanti.

## Biografia
Nato nell'odierna Ucraina da una famiglia ebraica, abbandonò gli studi a 10 anni per imparare a fare il meccanico. Quattro anni più tardi fu ferito da un colpo di sciabola durante uno sciopero e successivamente fu imprigionato per la distribuzione illegale di alcuni volantini. Nominato segretario del soviet della fabbrica in cui lavorava durante la rivoluzione del 1905, fu in seguito costretto a lasciare la Russia per sfuggire alla repressione controrivoluzionaria.
Giunto in Argentina nel marzo 1908 s'insediò nella cittadina di Campana, dove riprese a lavorare come meccanico per la Central Argentine Railway. Entrato in contatto con gli ambienti anarchici argentini, Radowitzky prese parte alla manifestazione della Federación Obrera Regional Argentina (FORA) in plaza Lorea a Buenos Aires il 1º maggio 1909. Durante l'evento il capo della polizia colonnello Ramón Lorenzo Falcón diede l'ordine di disperdere i manifestanti a colpi di arma da fuoco causando così una dozzina di vittime e oltre un centinaio di feriti. Nei giorni seguenti lo stesso Falcón si renderà protagonista di altri brutali atti contro gli scioperanti in quella che passerà alla storia come la Settimana Rossa. Nonostante l'uso arbitrario della violenza, il capo della polizia di Buenos Aires verrà pubblicamente elogiato e difeso dal presidente argentino José Figueroa Alcorta. Sconvolto dai fatti del 1º maggio e desideroso di vendicare le vittime della polizia, Radowitzky costruì una bomba con la quale uccidere Falcón.
Il 14 novembre dello stesso anno Falcón si recò, assieme al suo segretario, al cimitero della Recoleta per assistere al funerale di un amico. Una volta terminata la funzione, i due uscirono dal camposanto e, a bordo di una carrozza, si diressero verso il centro della città. Improvvisamente Radowitzky s'avvicinò alla vettura e vi buttò all'interno l'ordigno che esplose investendo in pieno gli occupanti. Moriranno ore più tardi in ospedale. L'attentatore si diede alla fuga inseguito dalla folla. Dopo aver tentato invano di suicidarsi inneggiando all'anarchia, fu consegnato alla polizia. Durante le fasi iniziali non fu possibile accertare la sua reale età poiché Radowitzky si era chiuso nel silenzio rifiutandosi di collaborare con le autorità. Provvidenzialmente un cugino consegnò al tribunale la copia di un documento che certificava la data del suo battesimo, che pur non essendo un documento ufficiale, dimostrò la minore età dell'imputato salvandolo così dalla fucilazione. Condannato all'ergastolo, fu deportato nella colonia penale di Ushuaia, nella Terra del Fuoco.
Nel 1918 un gruppo di anarchici argentini e cileni tentò di farlo evadere e, nonostante l'imbarcazione del gruppo fosse stata intercettata dalla marina cilena, Radowitzky riuscì a fuggìre a nuoto. Intercettato, fu nuovamente rinchiuso nel carcere. Sul finire degli anni venti la vicenda di Radowitzky tornò nuovamente al centro dell'attenzione della stampa, con interviste, inchieste e appelli per una revisione del processo. Il 14 aprile 1930 il presidente argentino Hipólito Yrigoyen, dopo 21 anni di reclusione, lo amnistiò con in cambio l'obbligo di lasciare il paese. Giunto nel vicino Uruguay, riprese la sua professione di meccanico. Imprigionato dal regime di Gabriel Terra, ottenne gli arresti domiciliari. Partecipò alla guerra civile spagnola nelle file delle Brigate internazionali, in particolare combatté sul fronte aragonese sotto il comando di Gregorio Jover. Al termine del conflitto riparò in Francia da dove poi raggiunse il Messico. Stabilitosi nella capitale, lavorò in una fabbrica di giocattoli e mantenendo i contatti con il movimento anarchico. Morì per un arresto cardiaco nel 1956.